# Marathon van Frankfurt 1996
De marathon van Frankfurt 1996 werd gelopen op zondag 27 oktober 1996. Het was de vijftiende editie van deze marathon.
Bij de mannen ging de Duitser Martin Bremer zegevierend over de streep in 2:13.38. Bij de vrouwen won zijn landgenote Katrin Dörre-Heinig de wedstrijd in 2:28.33. Dit was haar tweede overwinning in Frankfurt, omdat ze het jaar ervoor ook als eerste vrouw aankwam.
In totaal schreven 7311 lopers zich in voor de wedstrijd, waarvan er 5922 finishten.

## Uitslagen

### Mannen
| rang   | naam          | land | tijd    |
| ------ | ------------- | ---- | ------- |
| Goud   | Martin Bremer | GER  | 2:13.38 |
| Zilver | Ryukji Takei  | JPN  | 2:13.42 |
| Brons  | Arthur Osman  | POL  | 2:16.27 |
| 4      | Philip Rist   | SUI  | 2:17.35 |
| 5      | Heiko Klimmer | GER  | 2:18.20 |
| 6      | Girma Gaba    | ETH  | 2:18.26 |

### Vrouwen
| rang   | naam                | land | tijd    |
| ------ | ------------------- | ---- | ------- |
| Goud   | Katrin Dörre-Heinig | GER  | 2:28.33 |
| Zilver | Ursula Jeitziner    | SUI  | 2:32.52 |
| Brons  | Heather Turland     | AUS  | 2:34.10 |
| 4      | Albina Galliamova   | RUS  | 2:39.56 |
| 5      | Elena Zuchlo        | BLR  | 2:46.22 |
| 6      | Bernadette Hudy     | GER  | 2:46.54 |

1981 ·
1982 ·
1983 ·
1984 ·
1985 ·
1986 ·
1987 ·
1988 ·
1989 ·
1990 ·
1991 ·
1992 ·
1993 ·
1994 ·
1995 ·
1996 ·
1997 ·
1998 ·
1999 ·
2000 ·
2001 ·
2002 ·
2003 ·
2004 ·
2005 ·
2006 ·
2007 ·
2008 ·
2009 ·
2010 ·
2011 · 
2012 · 
2013 · 
2014 · 
2015 · 
2016 · 
2017